# Blut aus Nord
A Blut aus Nord nevű zenekar a modern francia black metal underground kiemelkedő tagja. Alapítása egy Vindsval nevű zenészhez köthető, aki az 1993 vége óta létező egyszemélyes Vlad nevű formációját '94-ben, két demó kiadása után keresztelte át Blut aus Nordra. A német nyelvű zenekarnév jelentése „vér északról”, ám a németre nem jellemző ez a fajta (tengerészeti zsargonra emlékeztető) nyelvatni szerkezet.
A Blut aus Nord fokozatosan távolodott el a tradicionális black metaltól. Zenéjének hangzását a sötét tónusú avant-garde és indusztriális elemek, illetve a szokatlan disszonáns harmóniák használata teszi karakteressé. Az amerikai Decibel magazin találó meghatározása szerint a Blut aus Nord a Thornsnak a Godflesh Streetcleaner-korszakával és egy adag gonosz kiszámíthatatlansággal ötvözött zenei megfelelője.

## Tagok

### Jelenlegi felállás
- Vindsval – vokál, gitár (1994–)
- W.D. Feld – dobgép, elektronika, billentyű (1994–)
- GhÖst – basszusgitár (2003–)

### Session zenészek
- Ogat – basszusgitár az Ultima Thulée albumon
- Ira Aeterna – basszusgitár a Fathers of the Icy Age albumon
- Taysiah – vokál a The Work Which Transforms God albumon
- Nahaim – gitár a The Work Which Transforms God albumon

## Diszkográfia

### Vlad néven
- In the Mist (demó, 1993)
- Yggdrasil (demó, 1994)

### Blut aus Nord
- Ultima Thulée (1995)
- Memoria Vetusta I – Fathers of the Icy Age (1996)
- The Mystical Beast of Rebellion (2001)
- The Work Which Transforms God (2003)
- Thematic Emanation of Archetypal Multiplicity (EP, 2005)
- … Decorporation … (2005, közös EP a Reverence zenekarral)
- MoRT (2006)
- Odinist: The Destruction of Reason by Illumination (2007)
- Dissociated Human Junction (2007, közös nagylemez a Bloodoline, Reverence és Karras zenekarokkal)
- Memoria Vetusta II – Dialogue with the Stars (2009)
- What Once Was… Liber I (12", 2010)
- 777 – Sect(s) (2011)
- 777 – The Desanctification (2011)
- What Once Was... Liber II (EP, 2012)
- 777 – Cosmosophy (2012)
- What Once Was... Liber III (EP, 2013)
- Debemur MoRTi (EP, 2014)
- Triunity (Split, 2014)
- Memoria Vetusta III – Saturnian Poetry (2014)
- Codex Obscura Nomina (2016, közös EP a Ævangelist)
- Deus Salutis Meæ (2017)